# 日本海沿岸東北自動車道
日本海沿岸東北自動車道（にほんかいえんがんとうほくじどうしゃどう）は、新潟県から東北地方にかけて日本海沿岸を縦貫する国土開発幹線自動車道（国幹道）の路線名である。略称は日沿道（にちえんどう）。
本項目では、国幹道としての日本海沿岸東北自動車道および事業名としての日本海沿岸東北自動車道について述べる。

## 概要
国土開発幹線自動車道建設法では、日本海沿岸東北自動車道は以下のとおりとされている。
| 起点   | 主たる経過地                                                      | 終点   |
| ------ | ----------------------------------------------------------------- | ------ |
| 新潟市 | 村上市付近 鶴岡市付近 酒田市付近 秋田市付近 能代市付近 大館市付近 | 青森市 |

この全区間が高速自動車国道の路線を指定する政令で下記のとおり高速自動車国道の路線とされている。
| 起点   | 重要な経過地 | 終点   |
| ------ | --- | ------ |
| 新潟市 | 新発田市 胎内市 村上市 鶴岡市 酒田市 にかほ市 由利本荘市 秋田市 潟上市 秋田県山本郡三種町 能代市 北秋田市 大館市 同県鹿角郡小坂町 弘前市 平川市 黒石市 | 青森市 |

北陸自動車道と東北縦貫自動車道（東北自動車道）を結び、日本海国土軸の強化を目的としている。
鶴岡市 - 酒田市が東北横断自動車道酒田線と、秋田市が東北横断自動車道釜石秋田線と、秋田県鹿角郡小坂町 - 青森市が東北縦貫自動車道弘前線とそれぞれ重複している。
道路名称としては新潟空港IC - 朝日まほろばIC・あつみ温泉IC - 遊佐鳥海IC・象潟IC - 河辺JCTが日本海東北自動車道として、河辺JCT - 二ツ井白神IC・蟹沢IC - 小坂JCTが秋田自動車道として、小坂JCT - 青森ICが東北自動車道として供用されている。

## 事業路線名
※は高速自動車国道に並行する一般国道自動車専用道路（今泉IC - 大館能代空港IC間は秋田県道）。
- 日本海沿岸東北自動車道 : 新潟空港IC - 荒川胎内IC
- 日本海沿岸東北自動車道（新直轄区間） : 荒川胎内IC - 朝日まほろばIC
- ※国道7号 朝日温海道路 : 朝日まほろばIC - あつみ温泉IC
- 日本海沿岸東北自動車道（新直轄区間） : あつみ温泉IC - 鶴岡JCT
- 東北横断自動車道酒田線 : 鶴岡JCT - 酒田みなとIC
- 日本海沿岸東北自動車道（新直轄区間） : 酒田みなとIC - 遊佐鳥海IC
- ※国道7号 遊佐象潟道路 : 遊佐鳥海IC - 象潟IC
- ※国道7号 象潟仁賀保道路 : 象潟IC - 仁賀保IC
- ※国道7号 仁賀保本荘道路 : 仁賀保IC - 本荘IC
- 日本海沿岸東北自動車道（新直轄区間） : 本荘IC - 岩城IC
- 日本海沿岸東北自動車道 : 岩城IC - 河辺JCT
- 東北横断自動車道釜石秋田線 : 河辺JCT - 秋田北IC
- ※国道7号 秋田外環状道路（東北横断自動車道釜石秋田線に並行） : 秋田北IC - 昭和男鹿半島IC
- 日本海沿岸東北自動車道 : 昭和男鹿半島IC - 琴丘森岳IC
- ※国道7号 琴丘能代道路 : 琴丘森岳IC - 二ツ井白神IC
- ※国道7号 二ツ井バイパス（基本計画区間） : 二ツ井白神IC - 小繋IC（仮称）
- ※国道7号 二ツ井今泉道路 : 小繋IC（仮称） - 蟹沢IC
- ※秋田県道325号（一部鷹巣西道路） : 蟹沢IC - 大館能代空港IC
- ※国道7号 鷹巣大館道路 : 大館能代空港IC - 二井田真中IC
- ※国道7号 大館西道路 : 二井田真中IC - 大館市商人留
- 日本海沿岸東北自動車道（新直轄区間）: 大館市商人留 - 小坂JCT
- 東北縦貫自動車道 : 小坂JCT - 青森IC

## 沿革
- 1987年（昭和62年）6月30日 : 第四次全国総合開発計画（四全総）が閣議決定。高規格幹線道路が構想される。
  - 日本海沿岸縦貫自動車道 : 新潟 - 青森
- 1987年9月1日 : 四全総を受け国土開発幹線自動車道建設法改正、国幹道の予定路線となる。
- 1989年（平成元年）2月27日 : 基本計画が告示される。
  - 新潟 - 村上
  - 本荘 - 河辺
  - 秋田 - 琴丘
- 1991年（平成3年）12月20日 : 基本計画が告示される。
  - 村上 - 朝日
  - 温海 - 鶴岡
  - 象潟 - 本荘
  - 大館 - 小坂
- 1995年（平成7年）11月30日 : 道路審議会答申、並行する一般国道自動車専用道路による代替が示される。
  - 象潟仁賀保道路、仁賀保本荘道路、琴丘能代道路、大館西道路
- 1997年（平成9年）2月5日 : 基本計画が告示される。
  - 朝日 - 温海
  - 酒田 - 象潟
  - 琴丘 - 大館

### 新潟 - 中条
新潟市（新潟空港IC） - 胎内市（旧中条町）（中条IC）、27.7 km
- 1991年（平成3年）12月3日 : 整備計画を策定（有料方式）。
- 1993年（平成5年）11月19日 : 施行命令。
- 2002年（平成14年）5月26日 : 新潟空港IC - 聖籠新発田IC開通。
- 2002年10月20日 : 聖籠新発田IC - 中条IC開通。

### 中条 - 荒川
胎内市（旧中条町）（中条IC） - 村上市（旧荒川町）（荒川胎内IC）、9.7 km
- 1996年（平成8年）12月27日 : 国土開発幹線自動車道建設審議会（国幹審）、整備計画を策定（有料方式）。
- 1998年（平成10年）4月10日 : 施行命令。
- 2009年（平成21年）7月18日 : 開通。

### 荒川 - 朝日
村上市（旧荒川町）（荒川胎内IC） - 同市（旧朝日村）（朝日まほろばIC）、20.9 km
- 1996年（平成8年）12月27日 : 国幹審、整備計画を策定（有料方式）。
- 1998年（平成10年）12月24日 : 施行命令。
- 2006年（平成18年）2月7日 : 第2回国土開発幹線自動車道建設会議で新直轄方式に切り替え。
- 2010年（平成22年）3月28日 : 荒川胎内IC - 神林岩船港IC間開通。
- 2011年（平成23年）3月27日 : 神林岩船港IC - 朝日まほろばIC間開通。

### 朝日 - 温海
村上市（朝日まほろばIC） - 鶴岡市大岩川（あつみ温泉IC）、40.8 km
- 2011年（平成23年）8月24日 : 国土交通相、整備計画策定の前提となる計画段階評価に着手[1]。
- 2013年（平成25年）5月15日 : 一般国道7号朝日温海道路として新規事業化[2]。

### 温海 - 鶴岡
鶴岡市大岩川（あつみ温泉IC） - 鶴岡市山田（鶴岡JCT : 山形自動車道）、25.9 km
- 1996年（平成8年）12月27日 : 国幹審、整備計画を策定（有料方式）。
- 1997年（平成9年）12月25日 : 施行命令。
- 2003年（平成15年）12月25日 : 第1回国土開発幹線自動車道建設会議で新直轄方式に切り替え。
- 2012年（平成24年）3月24日 : 開通。

### 酒田 - 遊佐
酒田市（酒田みなとIC） - 山形県飽海郡遊佐町（遊佐鳥海IC）、12.0 km
- 2009年（平成21年）4月27日 : 第4回国土開発幹線自動車道建設会議、整備計画を策定（新直轄方式）。
- 2020年（令和2年）12月13日 : 酒田みなとIC - 遊佐比子IC 開通[3]。
- 2024年（令和6年）3月23日 : 遊佐比子IC - 遊佐鳥海IC 開通[4]。

### 遊佐 - 象潟
山形県飽海郡遊佐町（遊佐鳥海IC） - 秋田県にかほ市（旧象潟町）（象潟IC）、17.9 km
- 2011年（平成23年）8月24日 : 国土交通相、整備計画策定の前提となる計画段階評価に着手[1]。
- 2013年（平成25年）5月15日 : 一般国道7号遊佐象潟道路として新規事業化[2]。
- 2025年（令和7年）度 : 小砂川IC - 象潟IC 開通予定[5][注釈 1]。
- 2026年（令和8年）度 : 遊佐鳥海IC - 吹浦IC 開通予定[6][5]。

### 象潟 - 仁賀保
秋田県にかほ市（旧象潟町）（象潟IC） - にかほ市（旧仁賀保町）（仁賀保IC）、13.7 km
- 2012年（平成24年）10月27日 : 金浦IC - 仁賀保IC 開通
- 2015年（平成27年）10月18日 : 象潟IC - 金浦IC 開通[7]。

### 仁賀保 - 本荘
秋田県にかほ市（旧仁賀保町）（仁賀保IC） - 由利本荘市二十六木（本荘IC）、12.5 km
- 2007年（平成19年）9月17日 : 両前寺仮出入口 - 本荘IC 開通。
- 2012年（平成24年）10月27日 : 仁賀保IC - 両前寺仮出入口 開通、両前寺仮出入口 廃止。

### 本荘 - 岩城
由利本荘市二十六木（本荘IC） - 由利本荘市岩城内道川（岩城IC）、21.6 km
- 1996年（平成8年）2月27日 : 整備計画を策定（有料方式）。
- 1997年（平成9年）12月25日 : 施行命令。
- 2003年（平成15年）12月25日 : 第1回国土開発幹線自動車道建設会議で新直轄方式に切り替え。
- 2007年（平成19年）9月17日 : 開通。

### 岩城 - 河辺
由利本荘市岩城内道川（岩城IC） - 秋田市（河辺JCT）、16.7 km
- 1992年（平成4年）1月20日 : 整備計画を策定（有料方式）。
- 1993年（平成5年）11月19日 : 施行命令。
- 2001年（平成13年）7月7日 : 秋田空港IC - 河辺JCT開通。
- 2002年（平成14年）10月26日 : 岩城IC - 秋田空港IC開通。

### 昭和 - 琴丘
潟上市（旧昭和町）（昭和男鹿半島IC） - 三種町（旧琴丘町）（琴丘森岳IC）、20.7 km
- 1991年（平成3年）12月3日 : 整備計画を策定（有料方式）。
- 1993年（平成5年）11月19日 : 施行命令。
- 2002年（平成14年）9月28日 : 秋田自動車道として開通。

### 琴丘 - 二ツ井白神
三種町（旧琴丘町）（琴丘森岳IC） - 能代市二ツ井町（二ツ井白神IC）、33.8 km
- 1983年度（昭和58年度） : 旧八竜町鵜川 - 能代市浅内間を国道7号の自動車専用道路「八竜能代道路」として事業化[8]。
- 1987年（昭和62年） : 日沿道が国幹道の予定路線に指定され、八竜能代道路が日沿道の密接関連区間として整備されることになる[8]。
- 1989年度（平成元年度） : 事業区間の起点を旧琴丘町に延伸して「琴丘能代道路」に名称変更[8]。
- 1993年（平成5年）3月17日 : 八竜IC - 能代南IC 開通（当面無料とされる）[8]。
- 1994年度（平成6年度） : 事業区間の終点を能代市鰄渕に延伸[8]。
- 1995年度（平成7年度） : 事業区間の終点を二ツ井町駒形に延伸[8]。
- 2001年（平成13年）4月18日 : 琴丘森岳IC - 能代南IC間について日本道路公団に対し有料道路の事業許可[9][10]。
- 2002年（平成14年）3月30日 : 琴丘森岳I - 八竜IC 開通[10]、 琴丘森岳IC - 能代南IC間を国土交通省から日本道路公団に移管[9]。
- 2006年（平成18年）7月29日 : 能代南IC - 能代東IC 開通[11]。
- 2007年（平成19年）8月12日 : 能代東IC - 二ツ井白神IC 開通[11]。

### 二ツ井白神 - 大館能代空港
能代市二ツ井町（二ツ井白神IC） - 北秋田市（大館能代空港IC）、約8 km
うち、二ツ井バイパスは二ツ井今泉道路・鷹巣西道路の開通後事業化予定。
- 2011年（平成23年）8月24日 : 国土交通相、整備計画策定の前提となる計画段階評価に着手[12]。
- 2012年度（平成24年度） : 国道7号（現道）と秋田県道325号大館能代空港西線の改良工事・バイパス工事で事業化[13]。
- 2012年（平成24年）8月24日 : 二ツ井今泉道路と鷹巣西道路の中心杭設置式を開催し、工事が開始される[14]。
- 2020年（令和2年）12月13日 : 鷹巣西道路・蟹沢IC - 大館能代空港IC間開通[15]。
- 2022年（令和4年）6月17日 : 国土交通省の有識者委員会から、今泉IC - 蟹沢IC間について現道（秋田県道325号大館能代空港西線）を活用する計画を変更し、別線（自動車専用道路）での整備が妥当とする案が提言された[16][17]。
- 2025年（令和7年）度 : 二ツ井今泉道路・小繋IC - 今泉IC 開通予定[18]。

### 大館能代空港 - 大館
北秋田市（大館能代空港IC） - 大館市（釈迦内PA）、22.7 km
- 1998年（平成10年）12月5日 : 大館西道路 大館南IC - 釈迦内仮出入口（大館北IC）間 (4.6 km) を暫定2車線で供用開始。
- 2011年（平成23年）12月17日 : 大館西道路 二井田真中IC - 大館南IC間 (2.6 km) が暫定2車線・一部4車線で供用開始[19]。
- 2013年（平成25年）11月30日 : 大館西道路 大館北IC - 大館市商人留 (1.6 km) 間の暫定2車線での供用開始により、大館西道路が全線開通[20]。同時に、釈迦内仮出入口を大館北ICに名称変更。
- 2016年（平成28年）10月22日 : 鷹巣大館道路 鷹巣IC - 二井田真中IC間開通[21][22][23]。
- 2018年（平成30年）3月21日 : 鷹巣大館道路 大館能代空港IC - 鷹巣IC間開通[24]。

### 大館 - 小坂
大館市（国道7号大館西道路に連続） - 鹿角郡小坂町（小坂JCT）、14.0 km
- 1996年（平成8年）12月27日 : 国幹審、整備計画を策定（有料方式）。
- 1998年（平成10年）12月24日 : 施行命令。
- 2003年（平成15年）12月25日 : 第1回国土開発幹線自動車道建設会議で新直轄方式に切り替え。
- 2004年（平成16年）5月29日 : 起工式。
- 2012年（平成24年）4月20日 : 小坂JCT手前に地域活性化インターチェンジ・小坂西IC（仮称）の連結許可がおりる[25]。
- 2013年（平成25年）11月30日 : 秋田自動車道として開通し、仮称の小坂西ICが小坂北ICに決定される[20]。
  - 構造物
    - 釈迦内トンネル、大茂内第一トンネル、大茂内第二トンネル、雪沢第一トンネル、雪沢第二トンネル
    - 釈迦内橋、大茂内沢橋、大川目沢橋、支根刈沢橋、新遠部川橋

## 事業主体
- 東日本高速道路
  - 新潟支社 : 新潟空港IC - 荒川胎内IC
  - 東北支社 : 鶴岡JCT - 酒田みなとIC、岩城IC - 河辺JCT - 秋田北IC、昭和男鹿半島IC - 能代南IC、小坂JCT - 青森IC
- 国土交通省
  - 北陸地方整備局新潟国道事務所 : 荒川胎内IC - 村上瀬波温泉IC、朝日まほろばIC - 北中IC
  - 北陸地方整備局羽越河川国道事務所 : 村上瀬波温泉IC - 朝日まほろばIC、北中IC - 新潟・山形県境
  - 東北地方整備局酒田河川国道事務所 : 新潟・山形県境 - 鶴岡JCT、酒田みなとIC - 山形県・秋田県境
  - 東北地方整備局秋田河川国道事務所 : 山形県・秋田県境 - 岩城IC、秋田北IC - 昭和男鹿半島IC
  - 東北地方整備局能代河川国道事務所 : 能代南IC - 二ツ井白神IC、小繋IC - 今泉IC、北秋田市脇神 - 大館能代空港IC - 小坂JCT
- 秋田県
  - 建設部道路課 : 北秋田市今泉 - 北秋田市脇神

## 道路名
- 日本海東北自動車道（新潟空港IC - 朝日まほろばIC、あつみ温泉IC - 酒田みなとIC、象潟IC - 河辺JCT）
- 秋田自動車道（河辺JCT - 二ツ井白神IC、蟹沢IC - 小坂JCT）
- 東北自動車道（小坂JCT - 青森IC）

## 開通予定年度
- 2025年度（令和7年度） : 小砂川IC - 象潟IC[5][注釈 1]
- 2026年度（令和8年度） : 遊佐鳥海IC - 吹浦IC[6][5]
- 2027年度（令和9年度）頃？ : 朝日まほろばIC - あつみ温泉IC[5]

※朝日まほろばIC - あつみ温泉IC間の新潟・山形県境区間は完全に決定したわけではなく、国土交通省は工事がある程度進んだ時点で正式に発表すると述べている。

## 備考
- 2025年以降に移転もしくはリニューアルされる道の駅がある。
  - 道の駅鳥海 - 遊佐鳥海インターチェンジ付近に移転（予定）[26]。
  - 道の駅あつみ - 鼠ヶ関インターチェンジ付近に移転（2027年4月）[26][27]。
  - 道の駅朝日 - アクセス道路を整備予定(2027年)。